# Eugenia crenulata
Eugenia crenulata är en myrtenväxtart som först beskrevs av Olof Swartz, och fick sitt nu gällande namn av Carl Ludwig von Willdenow. Eugenia crenulata ingår i släktet Eugenia och familjen myrtenväxter. Inga underarter finns listade i Catalogue of Life.